# Seehausen (Altmark)
Seehausen (Altmark) est une commune allemande de l'arrondissement de Stendal, Land de Saxe-Anhalt.

## Géographie
La ville se situe sur l'Aland.
La commune comprend les quartiers de Seehausen (Altmark) (avec Baarsberge, Feldneuendorf, Nienfelde et Waldesfrieden), Behrend (avec Gehrhof), Beuster (avec Auf dem Sande, Grashof, Groß Beuster, Klein Beuster et Uhlenkrug), Eickerhöfe, Esack, Geestgottberg (avec Am Aland, Eickhof, Gottberg, Hohe Geest et Märsche), Losenrade, Oberkamps, Ostorf, Unterkamps, Scharpenlohe, Schönberg (avec Blockhof, Herzfelde, Klein Holzhausen, Neuhof et Schönberg am Deich), Steinfelde, Wegenitz et Werder.
| Aland             | Wittenberge         | Bad Wilsnack        |
| Zehrental         | Seehausen (Altmark) | Rühstädt            |
| Altmärkische Höhe | Osterburg           | Altmärkische Wische |

Climat
La température moyenne de l'air à Seehausen est de 8,5 °C, les précipitations annuelles de 541 millimètres.
Le Deutscher Wetterdienst exploite une station météorologique habillée à Seehausen, qui est également active dans la surveillance de la radioactivité en plus de la surveillance météorologique et climatique. Le numéro de code OMM est 10261.

## Histoire
La ville est fondée vers l'an 1150 quand les colons hollandais établissent alors qu'il y a déjà une population slave. Wigbert mentionne en 1009 une colonie appelée Sidageshusen à la place actuelle de Seehausen. Seehausen est un membre de la Hanse de 1359 à 1488.
Seehausen a une fortification de ville. Les restes du mur et l'une des cinq portes de la ville, le Beustertor, sont encore conservés aujourd'hui. Il y a aussi plusieurs églises dans la ville, dont certaines appartiennent à des hôpitaux. Dans la guerre de Trente Ans, l'Altmark et donc Seehausen sont touchés par les affrontements.
Seehausen est situé dans l'ouest de la Wische, une ancienne zone inondable de l'Elbe. Ainsi, la ville est affectée à plusieurs reprises dans son histoire par des brèches de digue et des inondations, comme en 1909, lorsque la digue se casse à Kannenberg.
En février 1974, Behrend fusionne avec Seehausen. 
Grâce à un accord de changement territorial, les conseils municipaux de Beuster (8 juin 2009), Geestgottberg (9 juin 2009), Losenrade (22 juin 2009) et de Seehausen (Altmark) (29 juin 2009) décident que leurs communes sont dissoutes et réunies en une nouvelle commune appelée Hansestadt Seehausen (Altmark). Cet accord est approuvé par l'arrondissement et entre en vigueur en janvier 2010. En septembre 2010, Schönberg fusionne aussi.

## Bâtiments et sites notables
Comme Seehausen était un membre de la Ligue hanséatique, plusieurs bâtiments dans le centre historique furent construits en gothique de brique comme à Lübeck, la capitale de la ligue. 
L'Hôtel de ville, construit dans un style néogothique, fut inauguré en 1883.
Au centre de Seehausen, il y a plusieurs maisons à colombages intéressantes, par exemple dans les rues Beusterstraße, Steinstraße et Petristraße (construites vers l'an 1750).
Une partie du mur de la ville mesurant 4 m et construit en briques au XVe siècle est conservée au sud du centre historique de Seehausen. La porte Beustertor du XVe siècle, qui était la porte la plus importante de la ville, se trouve à l'est du centre historique où le fossé et le rempart du Moyen Âge sont conservés. Le mur de la ville de Seehausen avait cinq portes dont quatre furent démolies au XIXe siècle.
L'église Saint-Petrus, construite entre 1170 et 1180 dans un style roman, fut transformée en une église-halle gothique entre 1440 et 1480. Ses deux clochers mesurant 62 m sont la marque distinctive de Seehausen. L'autel du XVe siècle fut sculpté en Hollande, et la chaire est une œuvre d'art baroque de l'an 1710.
L'ancienne chapelle gotique Salzkirche fut construite en briques vers l'an 1460, rénovée en 1997 et transformée en une salle de concert.
Le musée Turmuhrenmuseum est un musée d'horloges et de montres. Une grande peinture murale dans le style du Réalisme socialiste se trouve en face de la gare dans la rue Otto-Nuschke-Straße.

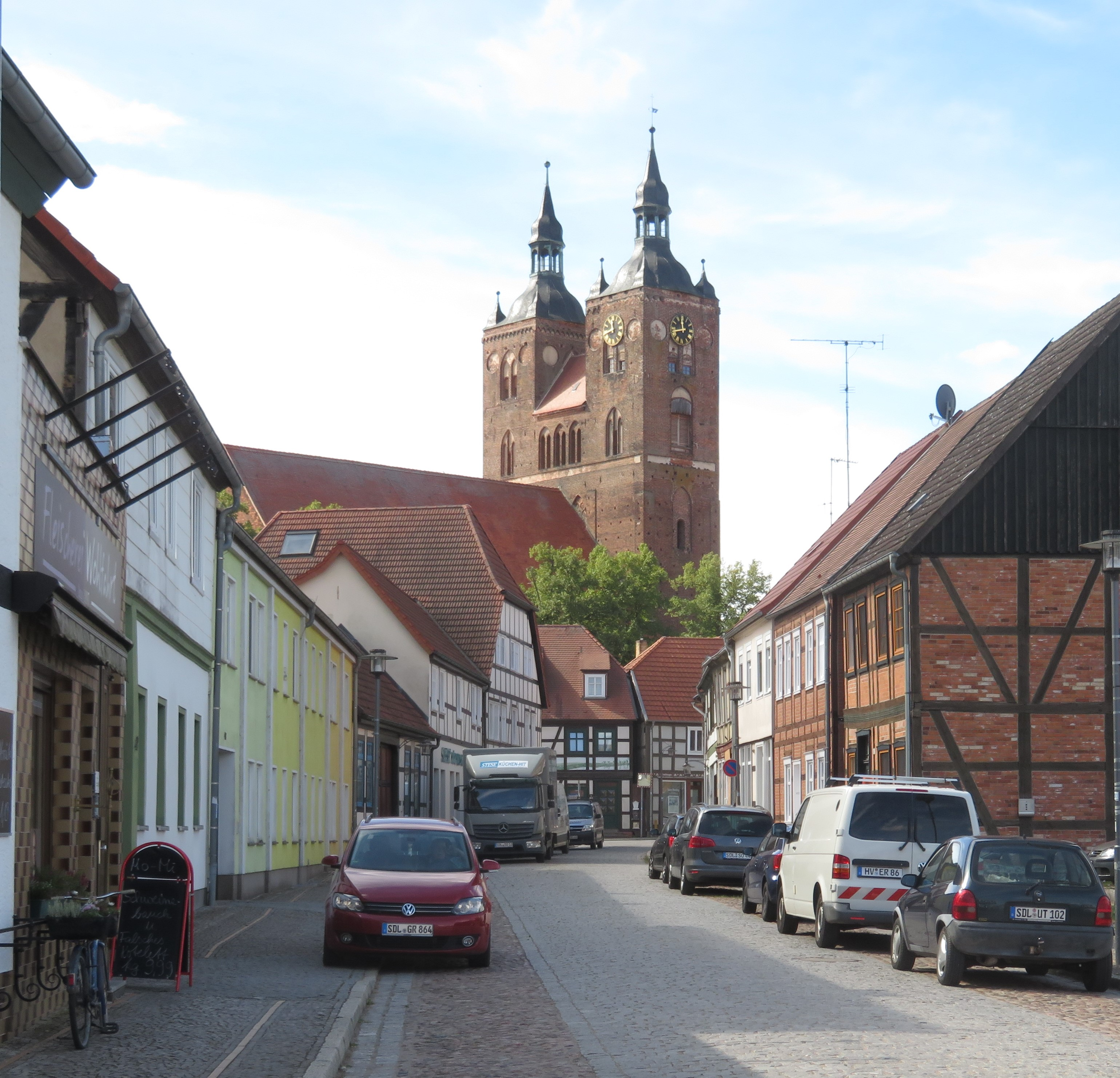
L'église de Saint-Petrus
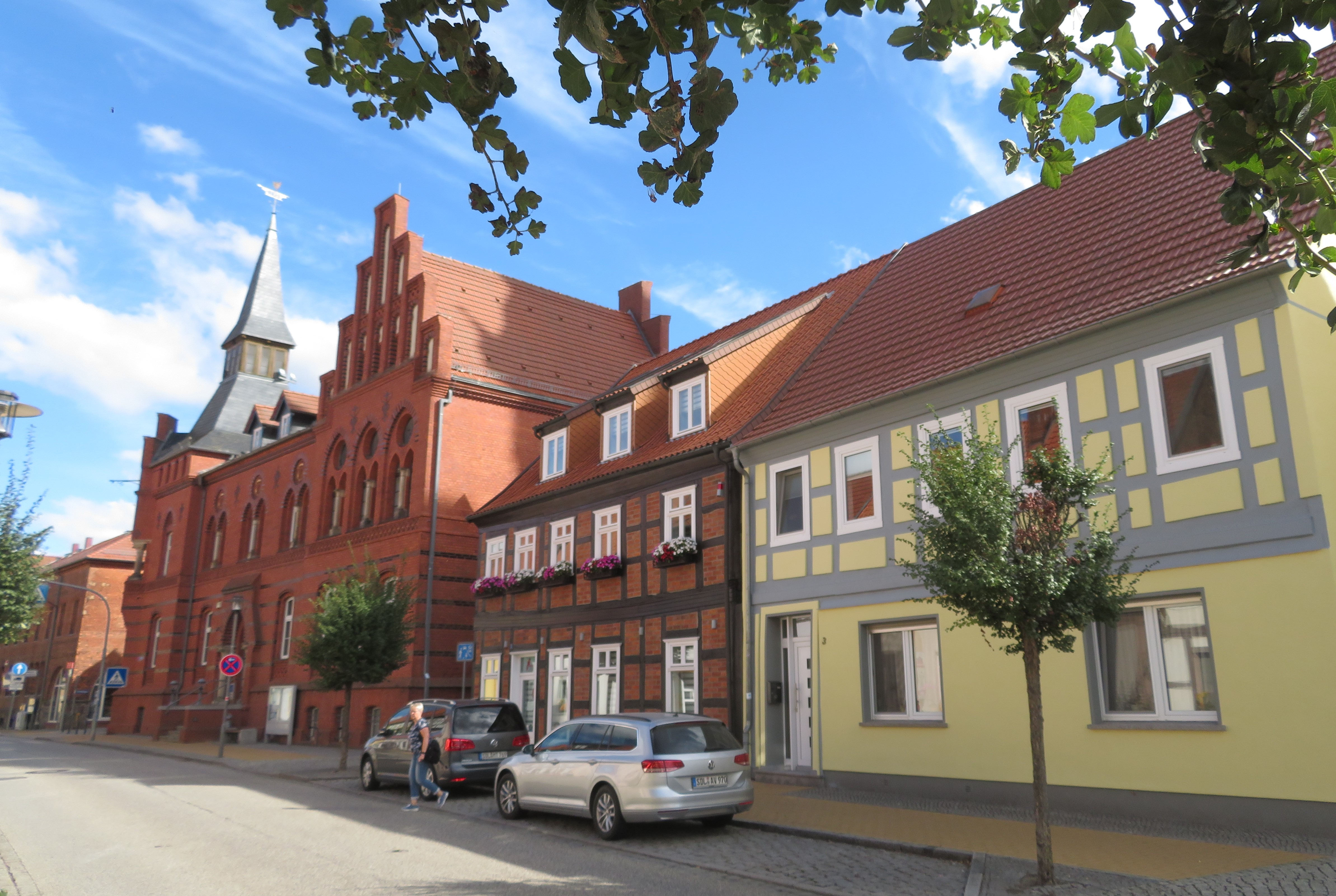
L'hotel de ville
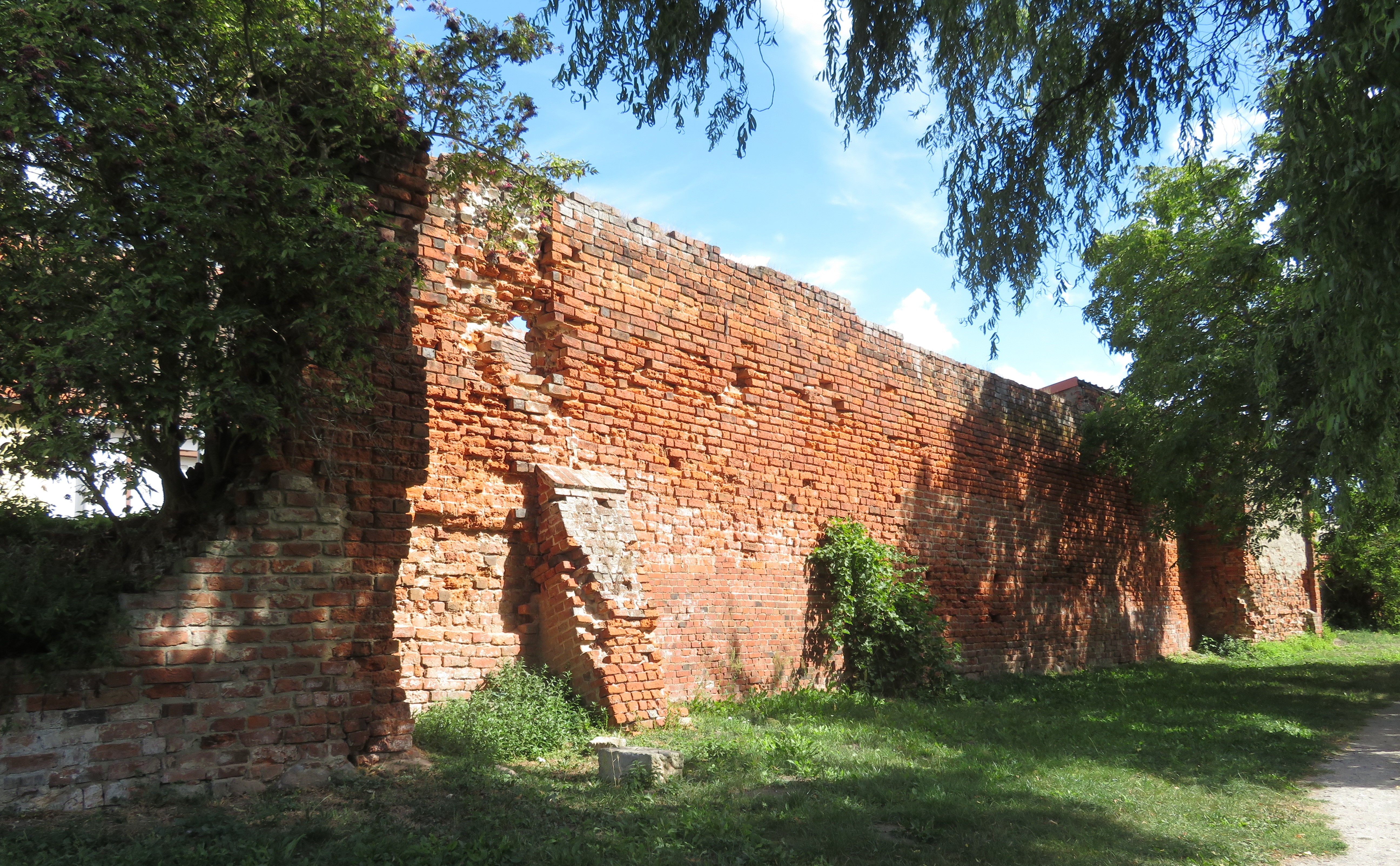
Mur du Moyen Âge
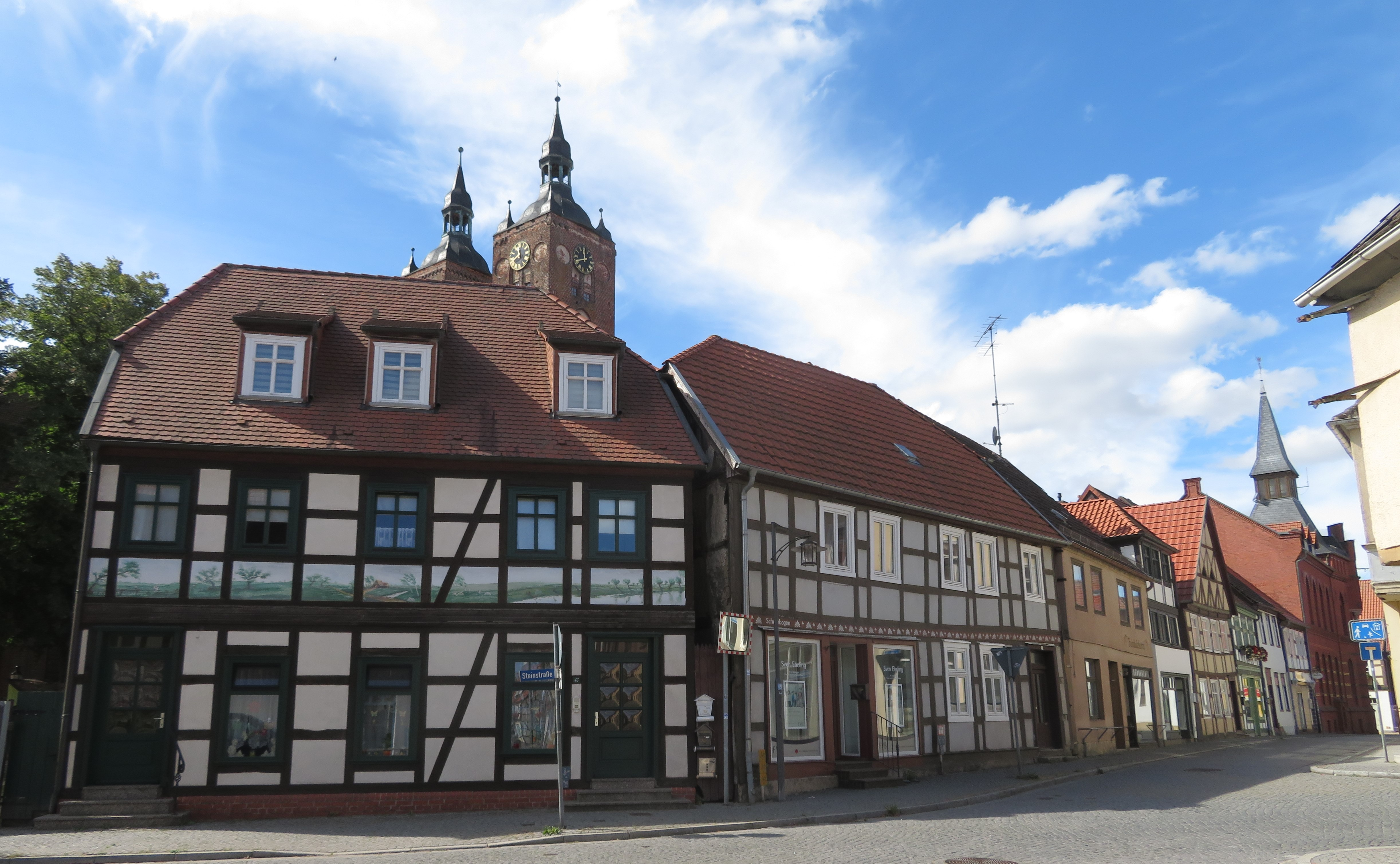
Maisons à colombages dans la rue Steinstraße
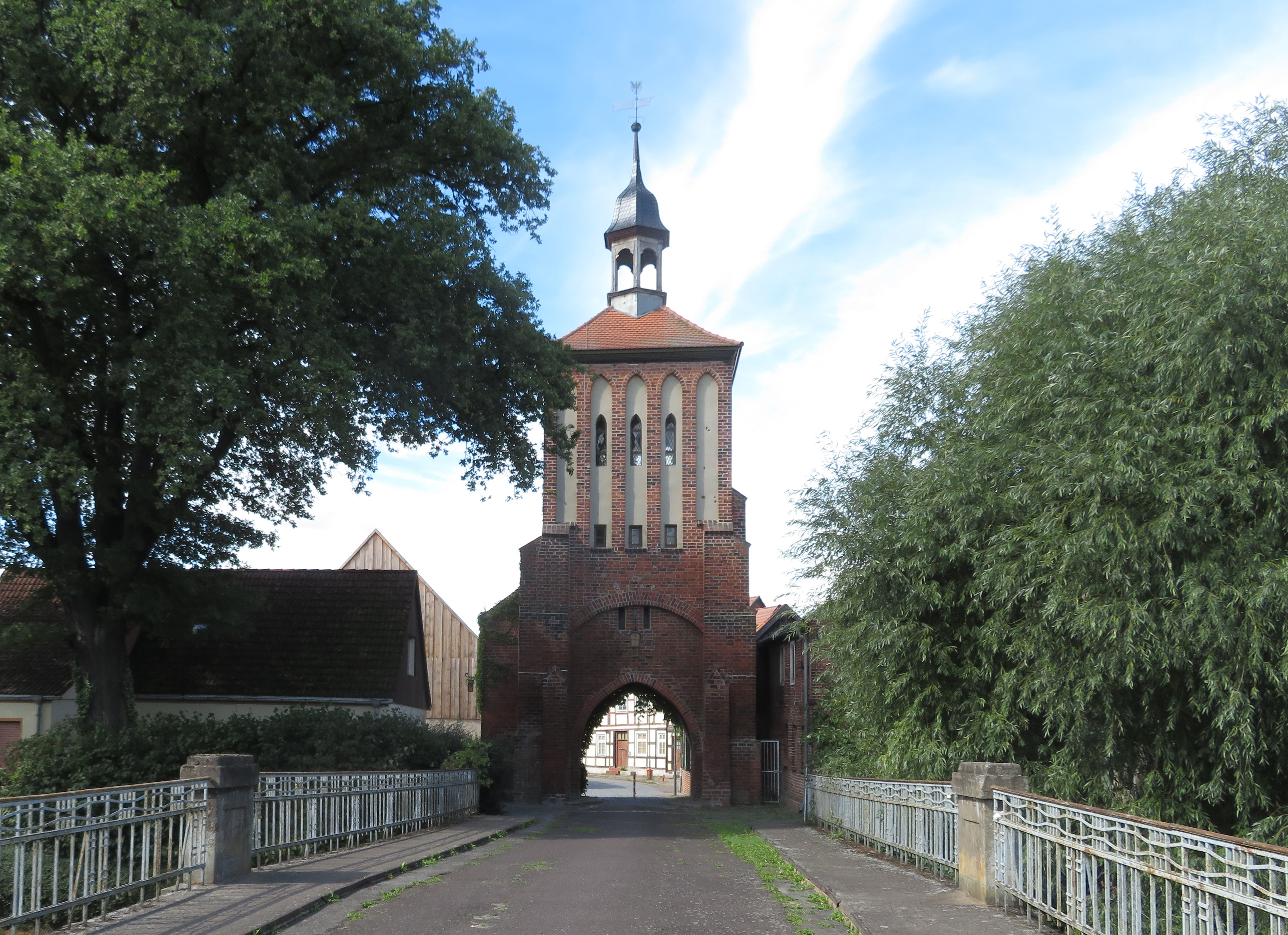
La porte Beustertor
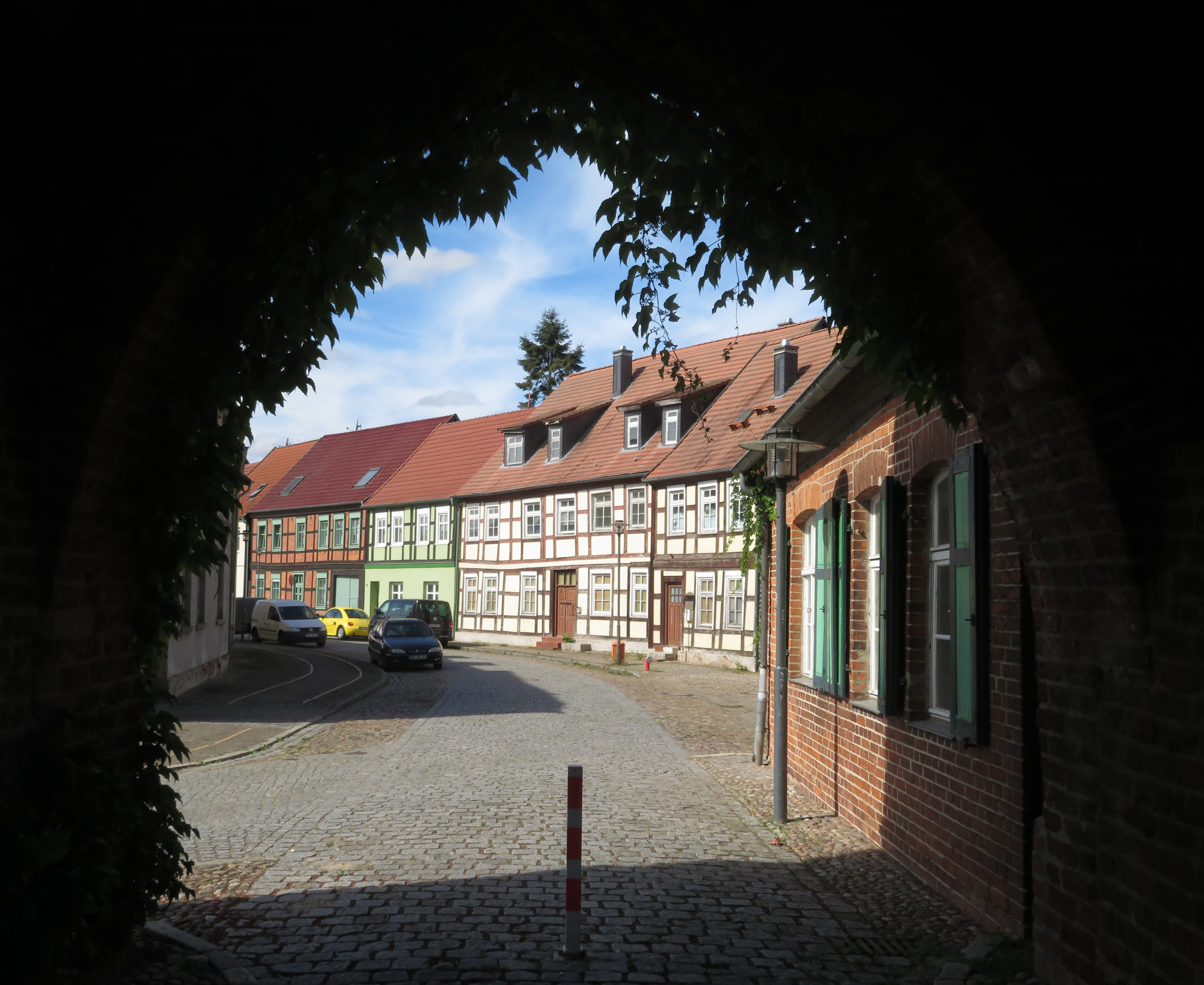
Rue Beusterstraße vue de la porte Beustertor
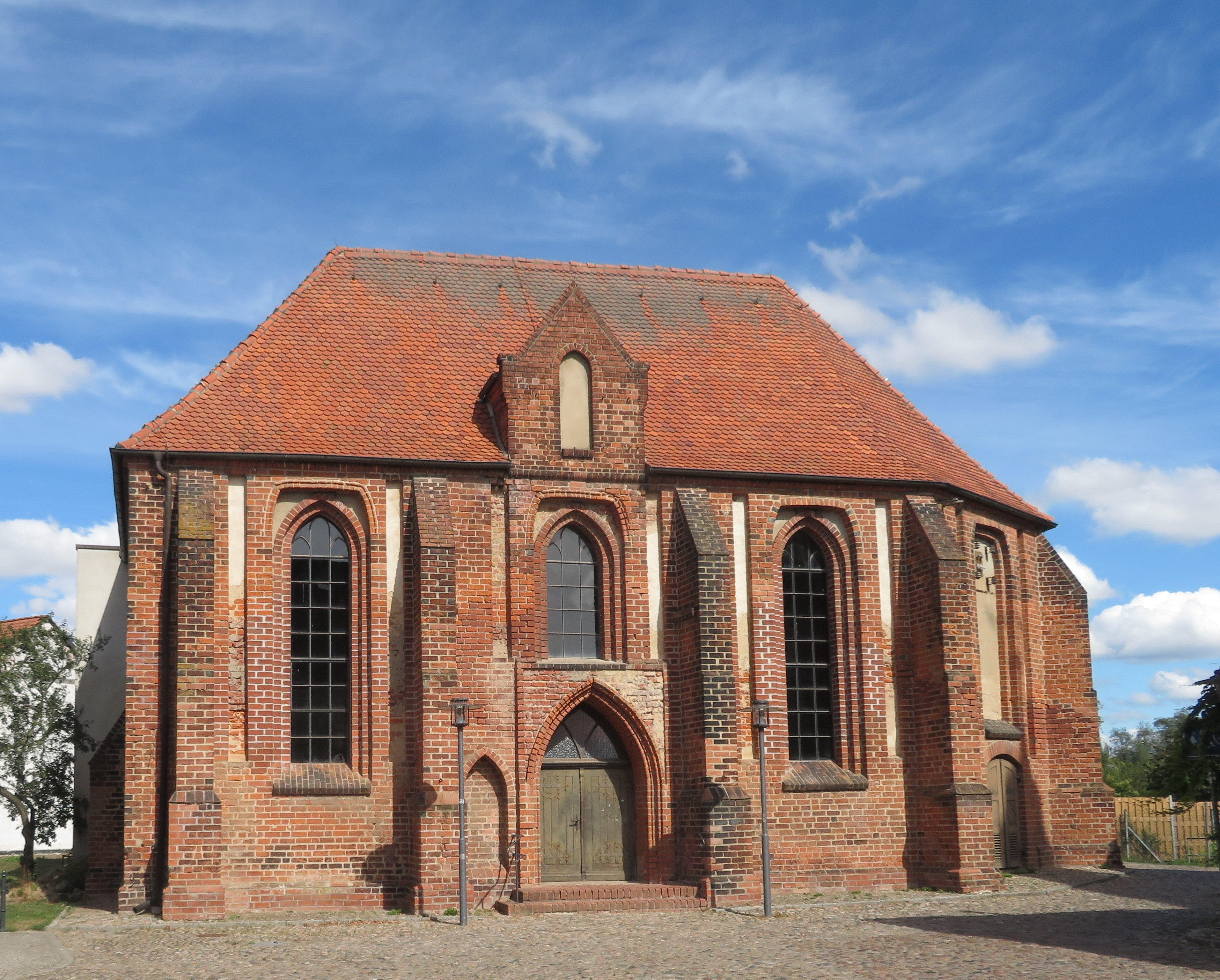
L'ancienne chapelle Salzkirche
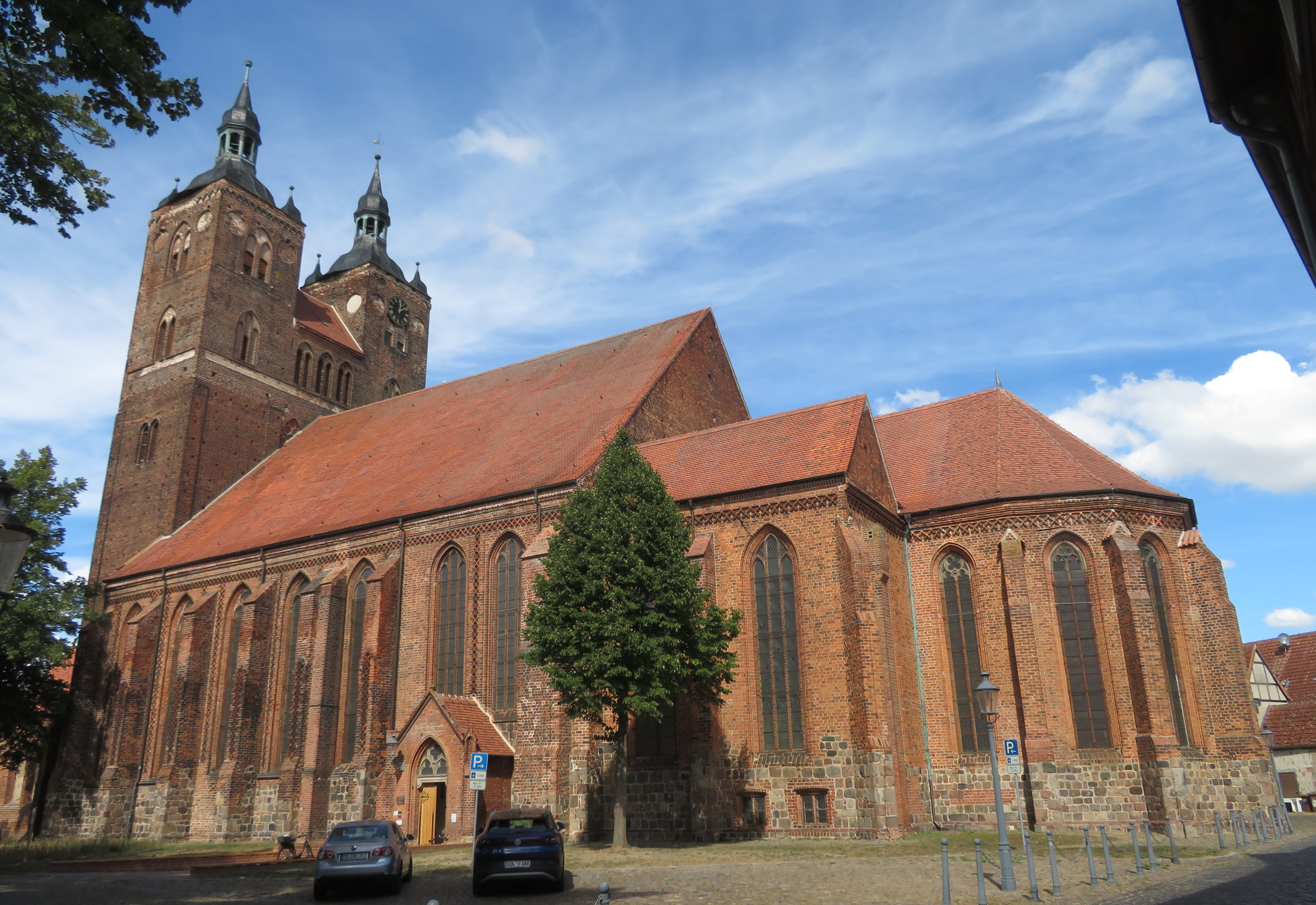
L'église Saint-Petrus
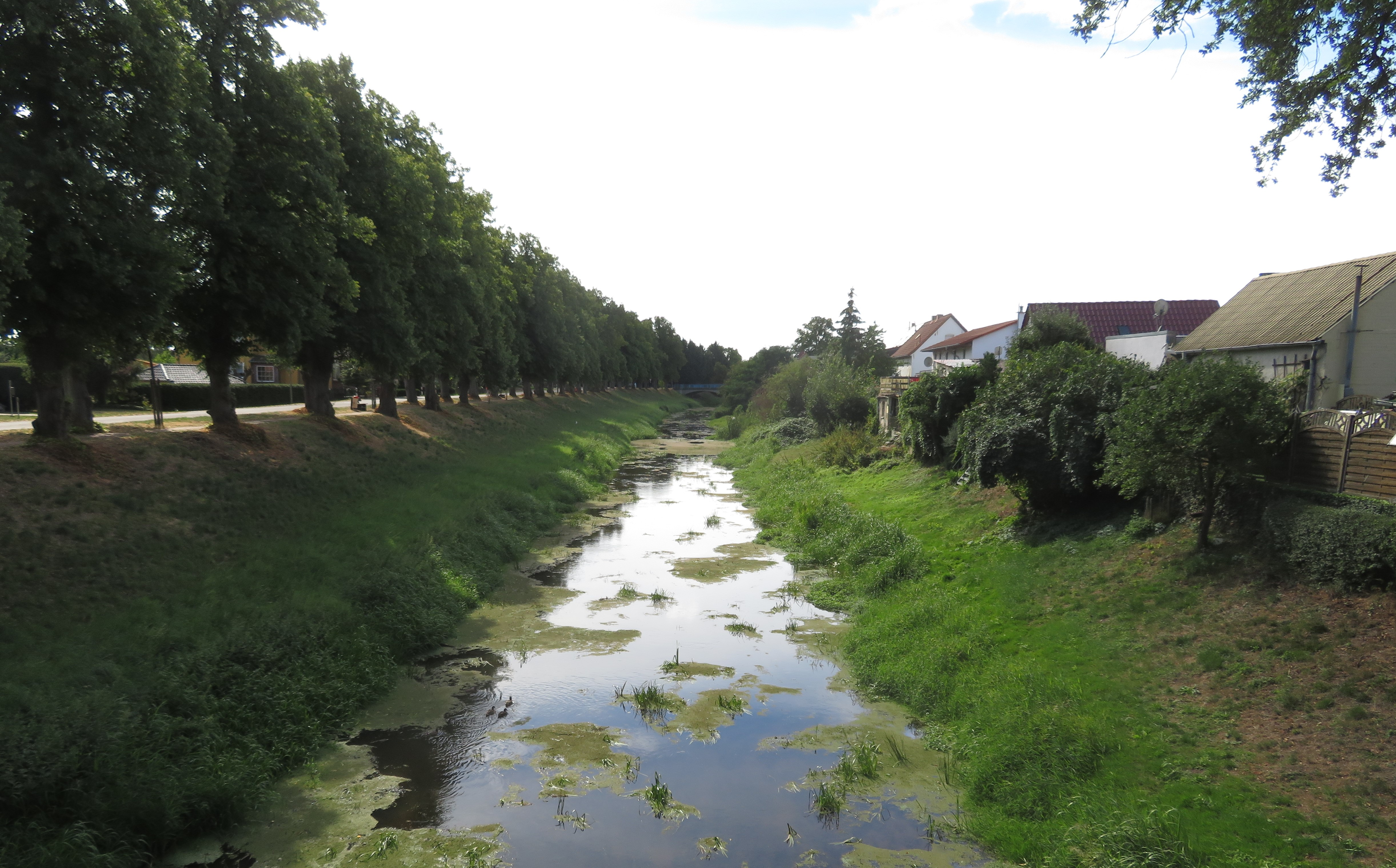
Rempart et fossé du Moyen Âge
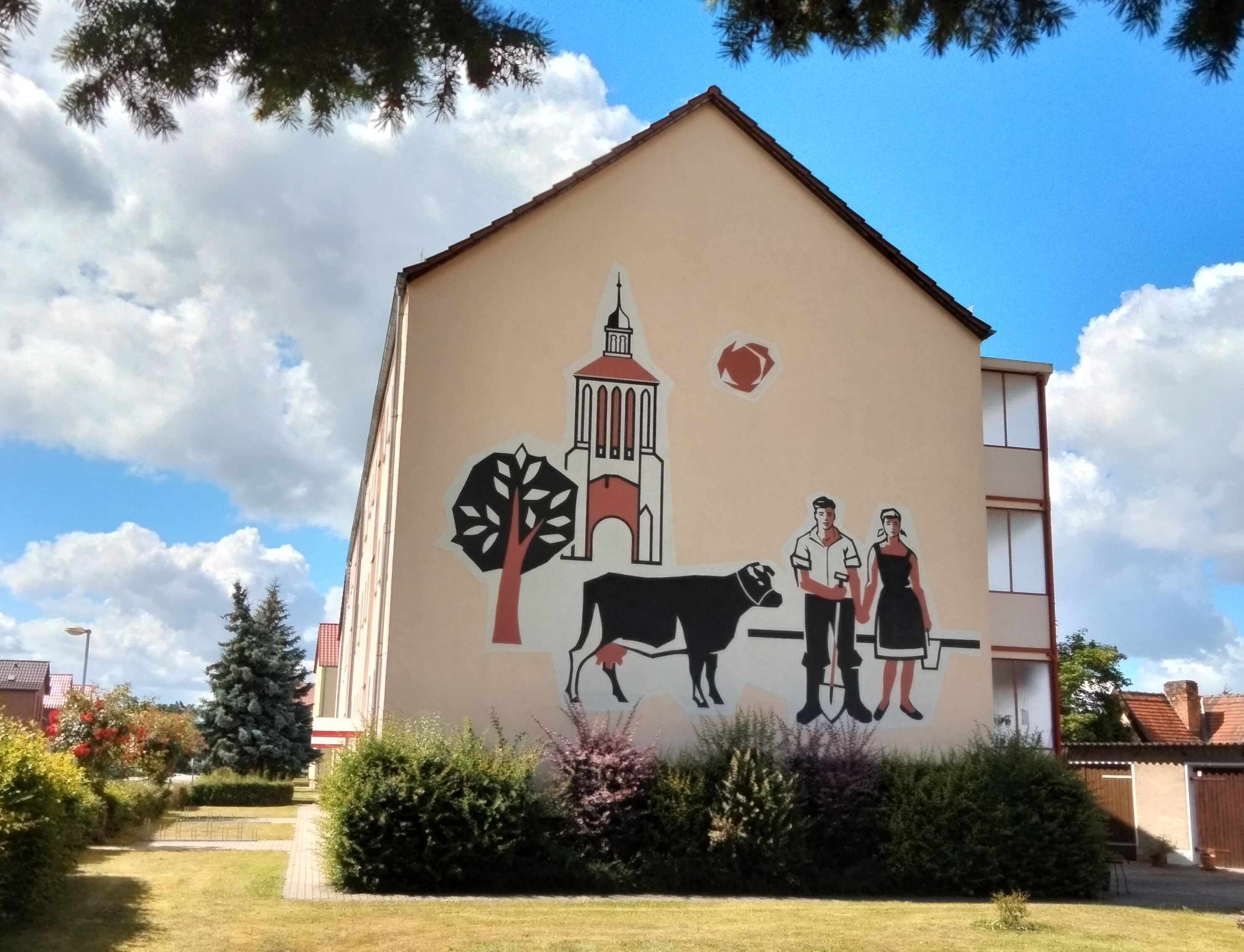
Peinture murale en face de la gare

## Jumelage
- Jablonné nad Orlicí (Tchéquie)

## Infrastructures
Depuis 1849, une ligne ferroviaire existe avec Magdebourg, la capitale de la Saxe-Anhalt, et Wittenberge. La ville de Seehausen est desservie par les trains Regionalbahn et se trouve également raccordée au réseau urbain de la S-Bahn de Magdebourg.
La Bundesstraße 189 (Magdeburg–Wittenberge) est la principale route pour rejoindre Seehausen. Une extension de la Bundesautobahn 14 vers Schwerin est en travaux et será inaugurée en 2025.

## Personnalités liées à la commune
- Johann Joachim Winckelmann (1717–1768), archéologue
- Minna Nanitz (1842–1903), chanteuse classique
- Albert Detto (1845–1910), homme politique
- Arnold Hiller (1847–1919), médecin
- Reinhard Weitzel von Mudersbach (1853-1911), homme politique né à Wegenitz.
- Hermann Krause (1854–1920), homme politique
- Johannes Luther (1861–1954), germaniste
- Max Sannemann (1867–1924), compositeur
- Albert Steinert (1886–1945), résistant au nazisme
- Elfe Schneider (1905–1970), actrice
- Egon Martyrer (1906–1975), ingénieur
- Ruth Greuner (né en 1931), écrivain
- Irmgard Klingbeil (né en 1935), homme politique
- Hans-Georg Löffler (né en 1937), général est-allemand
- Gerd F. Schultze (né en 1955), producteur et réalisateur
- Knut Korschewsky (né en 1960), homme politique
- Karen Heinrichs (né en 1974), animatrice de radio et de télévision
- Kathrin Thüring (né en 1981), animatrice de radio
- Christopher Kohn (né en 1984), acteur